# 井冈山凤丫蔗
井冈山凤丫蔗（学名：Coniogramme jinggangshanensis）为裸子蕨科凤丫蕨属下的一个种。

## 扩展阅读
- 維基物種上的相關：井冈山凤丫蔗